# The Women's Tour 2017
The OVO Energy Women's Tour 2017 was de vierde editie van de The Women's Tour, een rittenkoers georganiseerd in Groot-Brittannië, die deel uitmaakte van de UCI Women's World Tour 2017 en die van 7 tot 11 juni werd verreden.

## Deelnemende ploegen
| UCI-teams                          | UCI-teams        |
| ---------------------------------- | ---------------- |
| Alé Cipollini                      | Lares-Waowdeals  |
| BePink Cogeas                      | Lensworld-Kuota  |
| Boels Dolmans                      | Orica-Scott      |
| Canyon-SRAM                        | Team Sunweb      |
| Cervélo-Bigla                      | Team VéloCONCEPT |
| Cylance                            | Wiggle High5     |
| Drops                              | WM3              |
| FDJ Nouvelle-Aquitaine Futuroscope | Team WNT         |
| Hitec Products                     |                  |

## Etappe-overzicht
| etappe | datum   | start          | finish               | profiel    | afstand  | winnaar              | klassementsleider    |
| ------ | ------- | -------------- | -------------------- | ---------- | -------- | -------------------- | -------------------- |
| 1e     | 7 juni  | Daventry       | Kettering            | Vlakke rit | 147,5 km | Katarzyna Niewiadoma | Katarzyna Niewiadoma |
| 2e     | 8 juni  | Stoke-on-Trent | Stoke-on-Trent       | Heuvelrit  | 144,5 km | Amy Pieters          | Katarzyna Niewiadoma |
| 3e     | 9 juni  | Atherstone     | Royal Leamington Spa | Heuvelrit  | 151 km   | Chloe Hosking        | Katarzyna Niewiadoma |
| 4e     | 10 juni | Chesterfield   | Chesterfield         | Heuvelrit  | 123 km   | Sarah Roy            | Katarzyna Niewiadoma |
| 5e     | 11 juni | Londen         | Londen               | Vlakke rit | 88,2 km  | Jolien D'Hoore       | Katarzyna Niewiadoma |

## Etappes

### 1e etappe
7 juni 2017 — Daventry naar Kettering, 147,5 km
|    | Naam                      | Team                | Tijd     |
| -- | ------------------------- | ------------------- | -------- |
| 1  | Katarzyna Niewiadoma      | WM3                 | 3u51'39" |
| 2  | Marianne Vos              | WM3                 | + 1'42"  |
| 3  | Christine Majerus         | Boels Dolmans       | z.t.     |
| 4  | Giorgia Bronzini          | Wiggle High5        | z.t.     |
| 5  | Tiffany Cromwell          | Canyon-SRAM         | z.t.     |
| 6  | Christina Siggaard        | Team VéloCONCEPT    | z.t.     |
| 7  | Alice Barnes              | Drops               | z.t.     |
| 8  | Ashleigh Moolman          | Cervélo-Bigla       | z.t.     |
| 9  | Maria Giulia Confalonieri | Lensworld-Kuota     | z.t.     |
| 10 | Roxane Fournier           | FDJ N-A Futuroscope | z.t.     |

|    | Naam                      | Team                | Tijd     |
| -- | ------------------------- | ------------------- | -------- |
| 1  | Katarzyna Niewiadoma      | WM3                 | 3u51'29" |
| 2  | Marianne Vos              | WM3                 | + 1'46"  |
| 3  | Christine Majerus         | Boels Dolmans       | + 1'48"  |
| 4  | Giorgia Bronzini          | Wiggle High5        | + 1'52"  |
| 5  | Tiffany Cromwell          | Canyon-SRAM         | z.t.     |
| 6  | Christina Siggaard        | Team VéloCONCEPT    | z.t.     |
| 7  | Alice Barnes              | Drops               | z.t.     |
| 8  | Ashleigh Moolman          | Cervélo-Bigla       | z.t.     |
| 9  | Maria Giulia Confalonieri | Lensworld-Kuota     | z.t.     |
| 10 | Roxane Fournier           | FDJ N-A Futuroscope | z.t.     |

### 2e etappe
8 juni 2017 — Stoke-on-Trent naar Stoke-on-Trent, 144,5 km
|    | Naam                 | Team                | Tijd     |
| -- | -------------------- | ------------------- | -------- |
| 1  | Amy Pieters          | Boels Dolmans       | 3u49'42" |
| 2  | Hannah Barnes        | Canyon-SRAM         | z.t.     |
| 3  | Ellen van Dijk       | Team Sunweb         | z.t.     |
| 4  | Marianne Vos         | WM3                 | z.t.     |
| 5  | Katarzyna Niewiadoma | WM3                 | z.t.     |
| 6  | Elisa Longo Borghini | Wiggle High5        | z.t.     |
| 7  | Ashleigh Moolman     | Cervélo-Bigla       | z.t.     |
| 8  | Alice Barnes         | Drops               | z.t.     |
| 9  | Danielle King        | Cylance             | z.t.     |
| 10 | Aude Biannic         | FDJ N-A Futuroscope | z.t.     |

|    | Naam                  | Team          | Tijd     |
| -- | --------------------- | ------------- | -------- |
| 1  | Katarzyna Niewiadoma  | WM3           | 7u41'11" |
| 2  | Marianne Vos          | WM3           | + 1'46"  |
| 3  | Hannah Barnes         | Canyon-SRAM   | z.t.     |
| 4  | Ellen van Dijk        | Team Sunweb   | + 1'48"  |
| 5  | Amy Pieters           | Boels Dolmans | z.t.     |
| 6  | Ashleigh Moolman      | Cervélo-Bigla | + 1'52"  |
| 7  | Alice Barnes          | Drops         | z.t.     |
| 8  | Christine Majerus     | Boels Dolmans | + 1'55"  |
| 9  | Cecilie Uttrup Ludwig | Cervélo-Bigla | + 1'58"  |
| 10 | Danielle King         | Cylance       | + 1'59"  |

### 3e etappe

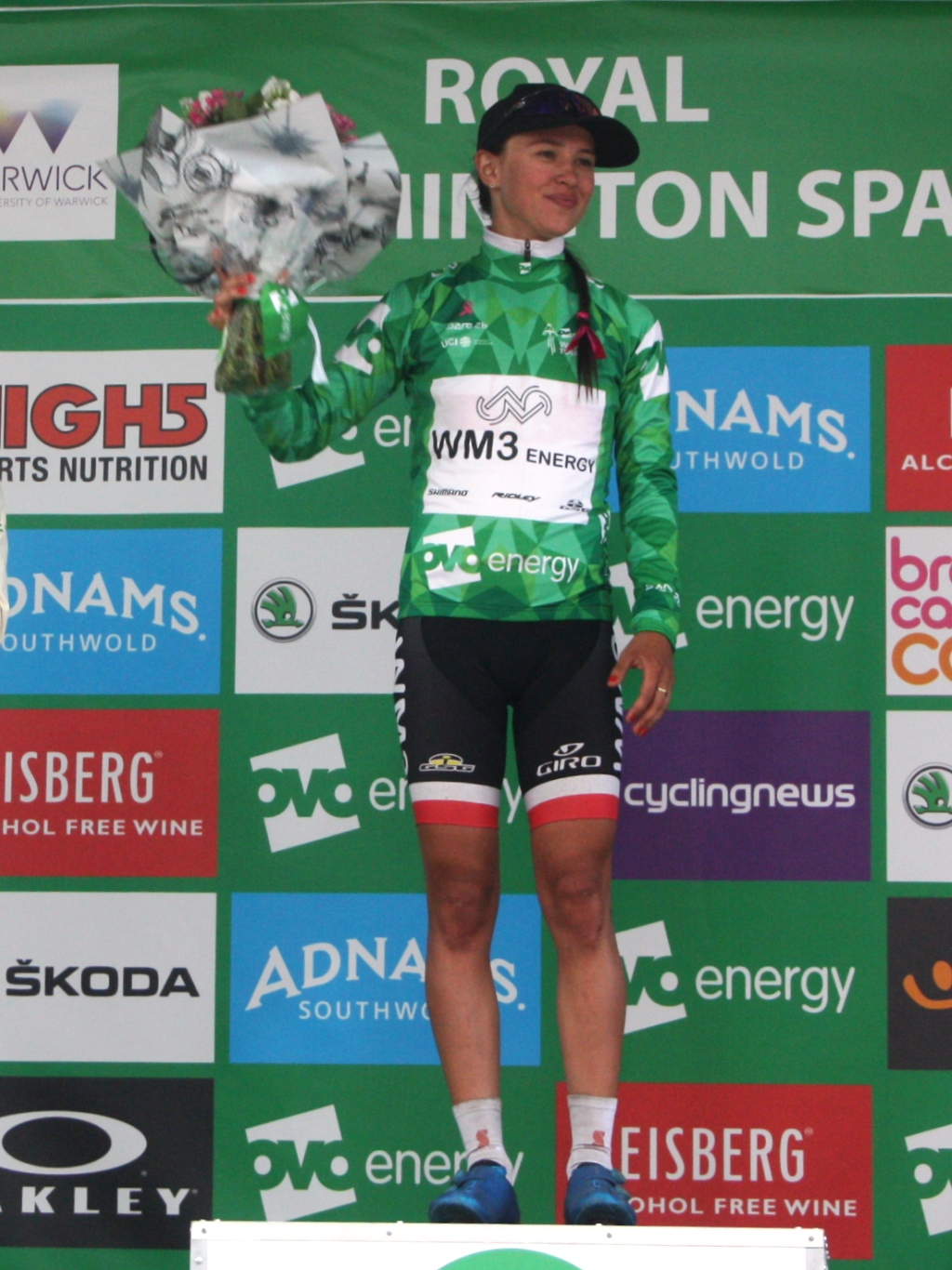
Katarzyna Niewiadoma op het podium na ontvangst van de leiderstrui.

9 juni 2017 — Atherstone naar Royal Leamington Spa, 151 km
|    | Naam              | Team             | Tijd     |
| -- | ----------------- | ---------------- | -------- |
| 1  | Chloe Hosking     | Alé Cipollini    | 3u57'10" |
| 2  | Alice Barnes      | Drops            | z.t.     |
| 3  | Ellen van Dijk    | Team Sunweb      | z.t.     |
| 4  | Giorgia Bronzini  | Wiggle High5     | z.t.     |
| 5  | Christine Majerus | Boels Dolmans    | z.t.     |
| 6  | Hannah Barnes     | Canyon-SRAM      | z.t.     |
| 7  | Katie Archibald   | Team WNT         | z.t.     |
| 8  | Sara Penton       | Team VéloCONCEPT | z.t.     |
| 9  | Emilie Moberg     | Hitec Products   | z.t.     |
| 10 | Alison Jackson    | BePink Cogeas    | z.t.     |

|    | Naam                  | Team          | Tijd      |
| -- | --------------------- | ------------- | --------- |
| 1  | Katarzyna Niewiadoma  | WM3           | 11u38'21" |
| 2  | Ellen van Dijk        | Team Sunweb   | + 1'43"   |
| 3  | Alice Barnes          | Drops         | + 1'46"   |
| 4  | Hannah Barnes         | Canyon-SRAM   | z.t.      |
| 5  | Marianne Vos*         | WM3           | z.t.      |
| 6  | Ashleigh Moolman      | Cervélo-Bigla | + 1'52"   |
| 7  | Christine Majerus     | Boels Dolmans | + 1'55"   |
| 8  | Katie Archibald       | Team WNT      | + 1'55"   |
| 9  | Cecilie Uttrup Ludwig | Cervélo-Bigla | + 1'58"   |
| 10 | Danielle King         | Cylance       | + 1'59"   |

* Marianne Vos kwam in de laatste kilometer ten val en brak haar sleutelbeen. Ze reed de etappe wel uit, maar ging de volgende dag niet meer van start.

### 4e etappe
10 juni 2017 — Chesterfield naar Chesterfield, 123 km
|    | Naam              | Team            | Tijd     |
| -- | ----------------- | --------------- | -------- |
| 1  | Sarah Roy         | Orica-Scott     | 3u27'48" |
| 2  | Christine Majerus | Boels Dolmans   | + 01"    |
| 3  | Leah Kirchmann    | Team Sunweb     | + 05"    |
| 4  | Marta Bastianelli | Alé Cipollini   | + 17"    |
| 5  | Hannah Barnes     | Canyon-SRAM     | z.t.     |
| 6  | Giorgia Bronzini  | Wiggle High5    | z.t.     |
| 7  | Alexandra Manly   | Orica-Scott     | z.t.     |
| 8  | Ellen van Dijk    | Team Sunweb     | z.t.     |
| 9  | Lucinda Brand     | Team Sunweb     | z.t.     |
| 10 | Sofie De Vuyst    | Lares-Waowdeals | + 22"    |

|    | Naam                  | Team          | Tijd      |
| -- | --------------------- | ------------- | --------- |
| 1  | Katarzyna Niewiadoma  | WM3           | 15u06'31" |
| 2  | Christine Majerus     | Boels Dolmans | + 1'25"   |
| 3  | Leah Kirchmann        | Team Sunweb   | + 1'36"   |
| 4  | Ellen van Dijk        | Team Sunweb   | + 1'38"   |
| 5  | Hannah Barnes         | Canyon-SRAM   | + 1'41"   |
| 6  | Alice Barnes          | Drops         | + 1'46"   |
| 7  | Ashleigh Moolman      | Cervélo-Bigla | + 1'52"   |
| 8  | Cecilie Uttrup Ludwig | Cervélo-Bigla | + 1'58"   |
| 9  | Danielle King         | Cylance       | + 1'59"   |
| 10 | Elisa Longo Borghini  | Wiggle High5  | + 2'00"   |

### 5e etappe
11 juni 2017 — Londen naar Londen, 88,2 km
|    | Naam                 | Team                | Tijd     |
| -- | -------------------- | ------------------- | -------- |
| 1  | Jolien D'Hoore       | Wiggle High5        | 1u28'23" |
| 2  | Hannah Barnes        | Canyon-SRAM         | z.t.     |
| 3  | Christine Majerus    | Boels Dolmans       | z.t.     |
| 4  | Roxane Fournier      | FDJ N-A Futuroscope | z.t.     |
| 5  | Katie Archibald      | Team WNT            | z.t.     |
| 6  | Marta Bastianelli    | Alé Cipollini       | z.t.     |
| 7  | Giorgia Bronzini     | Wiggle High5        | z.t.     |
| 8  | Anna van der Breggen | Boels Dolmans       | z.t.     |
| 9  | Elena Cecchini       | Canyon-SRAM         | z.t.     |
| 10 | Alice Maria Arzuffi  | Lensworld-Kuota     | z.t.     |

|    | Naam                  | Team          | Tijd      |
| -- | --------------------- | ------------- | --------- |
| 1  | Katarzyna Niewiadoma  | WM3           | 16u34'53" |
| 2  | Christine Majerus     | Boels Dolmans | + 1'18"   |
| 3  | Hannah Barnes         | Canyon-SRAM   | + 1'30"   |
| 4  | Leah Kirchmann        | Team Sunweb   | + 1'36"   |
| 5  | Ellen van Dijk        | Team Sunweb   | + 1'39"   |
| 6  | Alice Barnes          | Drops         | + 1'47"   |
| 7  | Ashleigh Moolman      | Cervélo-Bigla | + 1'53"   |
| 8  | Cecilie Uttrup Ludwig | Cervélo-Bigla | + 1'59"   |
| 9  | Danielle King         | Cylance       | + 2'00"   |
| 10 | Elisa Longo Borghini  | Wiggle High5  | + 2'01"   |

## Klassementenverloop
De groene trui wordt uitgereikt aan de rijdster met de laagste totaaltijd.
 De licht blauwe met roze trui wordt uitgereikt aan de rijdster met de meeste punten van de etappefinishes en tussensprints.
 De "Queen of the Mountains" (Koningin van de Bergen) trui wordt uitgereikt aan de rijdster met de meeste behaalde punten uit bergtop passages.
 De sprinttrui wordt uitgereikt aan de rijdster met de meeste punten behaald in tussensprints.
 De trui voor beste Britse wordt uitgereikt aan de eerste Britse rijdster in het algemeen klassement.
| Etappe      | Winnaar              | Algemeen klassement  | Puntenklassement     | Bergklassement | Sprintklassement  | Beste Britse  | Ploegenklassement |
| ----------- | -------------------- | -------------------- | -------------------- | -------------- | ----------------- | ------------- | ----------------- |
| 1           | Katarzyna Niewiadoma | Katarzyna Niewiadoma | Katarzyna Niewiadoma | Audrey Cordon  | Lisa Klein        | Alice Barnes  | WM3               |
| 2           | Amy Pieters          | Katarzyna Niewiadoma | Katarzyna Niewiadoma | Audrey Cordon  | Lisa Klein        | Hannah Barnes | Cervélo-Bigla     |
| 3           | Chloe Hosking        | Katarzyna Niewiadoma | Katarzyna Niewiadoma | Audrey Cordon  | Jolien D'Hoore    | Alice Barnes  | Cervélo-Bigla     |
| 4           | Sarah Roy            | Katarzyna Niewiadoma | Christine Majerus    | Audrey Cordon  | Jolien D'Hoore    | Hannah Barnes | Team Sunweb       |
| 5           | Jolien D'Hoore       | Katarzyna Niewiadoma | Christine Majerus    | Audrey Cordon  | Christine Majerus | Hannah Barnes | Team Sunweb       |
| Eindstanden | Eindstanden          | Katarzyna Niewiadoma | Christine Majerus    | Audrey Cordon  | Christine Majerus | Hannah Barnes | Team Sunweb       |